# 邦克海崖
73°4′S 166°40′E / 73.067°S 166.667°E
邦克海崖是南極洲的海崖，位於維多利亞地的博克格雷溫克海岸，處於蓋爾冰川終點以南、馬里納冰川以西，美國地質調查局根據測量和該國海軍的空中照片繪入地圖。